# Max Frisch
Pour les articles homonymes, voir Frisch.
Œuvres principales
Homo Faber
Monsieur Bonhomme et les Incendiaires
Andorra
Max Frisch, né le 15 mai 1911 à Zurich et mort le 4 avril 1991 à Zurich, est un écrivain et architecte suisse alémanique.
Membre du Groupe Olten, il est considéré comme faisant partie des écrivains les plus importants de la littérature de langue allemande de l'après-guerre. Dans son œuvre, Frisch a particulièrement prêté attention aux problématiques d'identité personnelle, de morale et d'engagement politique. L'ironie est une caractéristique significative de ses publications d'après guerre.

## Biographie

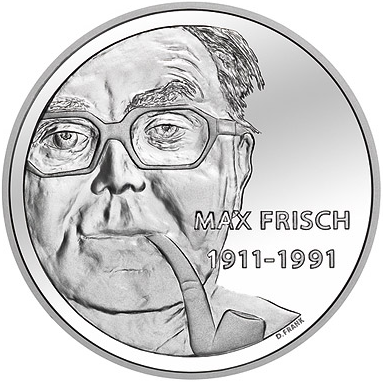
Pièce commémorative en souvenir de Max Frisch.

Max Rudolf Frisch est né le 15 mai 1911 à Zurich. Son père, Franz Bruno Frisch, est alors architecte et sa mère Karolina Bettina Frisch, fille d'artiste, est mère au foyer. Son frère Franz Bruno est alors âgé de huit ans et sa demi-sœur Emma Elisabeth, issue d'un premier mariage de son père, a douze ans. En 1930, il commence des études en germanistique à l'université de Zurich mais doit les abandonner pour raisons financières après la mort de son père en 1933. Il travaille alors en tant que correspondant pour le journal Neue Zürcher Zeitung. Entre 1934 et 1936, il entreprend différents voyages à travers l'Europe de l'Est et du Sud-Est et se rend pour la première fois en Allemagne en 1935. Son premier livre, Jürg Reinhart: Eine sommerliche Schicksalsfahrt est publié en 1934, il donnera une nouvelle version en 1943.
De 1936 à 1941, il étudie l'architecture à l'École polytechnique fédérale de Zurich (ETHZ). Au début de la Seconde Guerre mondiale, il devient canonnier dans l'armée suisse et reste en service jusqu'en 1945 pour un total de 650 jours.
Son premier projet architectural se concrétise en 1942, lorsqu'il gagne un concours pour la construction d'une piscine publique située au centre de Zurich, le Letzigraben, aujourd'hui rebaptisée Max-Frisch-Bad. Il ouvre alors son propre bureau d'architecte. La piscine, finalement construite en 1949, est la seule construction de taille toujours existante réalisée par Max Frisch et elle a aujourd'hui le statut de monument historique. La même année, Frisch épouse Gertrud Constanze von Meyenburg et a avec elle deux filles et un fils : Ursula en 1943, Charlotte en 1949 et Hans Peter en 1944.
En 1947 à Zurich, il fait la connaissance de Bertolt Brecht et Friedrich Dürrenmatt qui ont une influence sur sa production littéraire. En 1951, il reçoit une bourse de la fondation Rockefeller et passe une année aux États-Unis. En 1954, il se sépare de sa famille.
Dans les années 1950, Frisch abandonne son activité d'architecte pour se consacrer entièrement à l'écriture. De 1958 à 1963, Max Frisch entretient une liaison avec la poétesse Ingeborg Bachmann. Il divorce en 1959 et déménage en 1960 à Rome où il vit jusqu'en 1965, d'abord avec elle. En 1962, alors âgé de 51 ans, il rencontre Marianne Oellers, une étudiante de 23 ans avec laquelle il vivra et qu'il épousera en 1968. Ce second mariage durera jusqu'en 1979. Lors d'un séjour aux États-Unis en 1974, il fait la connaissance de l'Américaine Alice Locke-Carey. Il décrit dans un récit hautement autobiographique nommé Montauk un week-end passé avec elle en ce lieu situé sur la pointe est de Long Island. Il rencontre Alice à nouveau en 1980 et ils vivent ensemble jusqu'en 1984.
De 1964 à 1983, il entretient une correspondance amicale, quoique mouvementée, avec l'écrivain allemand Uwe Johnson.
Dans le cadre du scandale des fiches en 1990, il apprend qu'il a été espionné par les autorités suisses tout comme de nombreux autres citoyens du pays.
Le 4 avril 1991, Max Frisch meurt des suites d'un cancer dans son appartement de Zurich.
Max Frisch est citoyen d'honneur de la ville montagnarde de Berzona dans la vallée de Onsernone au Tessin, lieu où il a travaillé durant de nombreuses années. Il avait acheté et rénové une maison en 1964 dans ce village. Sur le mur du cimetière local, une plaque commémorative lui rend hommage.
Les archives de Max Frisch sont administrées par la Max-Frisch-Archiv située à l'École polytechnique fédérale de Zurich (ETHZ). Ces archives sont financées par une bourse de 165 000 francs suisses allouée en 1979 à l'initiative de Max Frisch lui-même lors de son vivant.
Inspirée par Brecht et l'existentialisme, son œuvre, qui épouse des techniques diverses dont celle du journal intime, fait souvent appel à l'ironie, au burlesque ou au registre tragi-comique et comporte des éléments autobiographiques. Ses pièces de théâtre et ses romans traitent de certains thèmes clés, liés à la crise intime et fonctionnelle des sociétés modernes : le conflit entre identité personnelle, communautaire et sociale, la question du double et de l'altérité, l'influence du hasard et du destin, l'errance géographique et existentielle, le rôle de la nature et du mythe, la relation imparfaite entre les sexes, la vie ratée ou encore la confiance et la trahison.

## Publications
- 1934 - Jürg Reinhart: Eine sommerliche Schicksalsfahrt
- 1937 - Antwort aus der Stille
- 1939 - Blätter aus dem Brotsack: Geschrieben im Grenzdienst
- 1943 - J'adore ce qui me brûle oder Die Schwierigen
- 1945 - Nun singen sie wieder
- 1945 - Bin oder die Reise nach Peking
- 1946 - Santa Cruz
- 1947 - La Grande Muraille (Die Chinesische Mauer)
- 1947 - Tagebuch mit Marion
- 1949 - Als der Krieg zu Ende war
- 1950 - Journal 1946 - 1949 (Tagebuch 1946-1949)
- 1953 - Don Juan, ou L'Amour de la géométrie (de) (Don Juan oder Die Liebe zur Geometrie)
- 1954 - Stiller
- 1957 - Homo faber
- 1958 - Monsieur Bonhomme et les Incendiaires (Biedermann und die Brandstifter)
- 1961 - Andorra
- 1963 - Le Comte Öderland (Graf Öderland)
- 1964 - Le Désert des miroirs (Mein Name sei Gantenbein), trad. en français par André Cœuroy, Paris, Coll. du monde entier, Gallimard, 1966
- 1968 - Erinnerungen an Brecht
- 1968 - Biographie : un jeu (Biografie: ein Spiel), trad. en français par Bernard Lortholary, Paris, L'Arche, 2016.
- 1971 - Guillaume Tell pour les écoles  (Wilhelm Tell für die Schule), trad. en français par Eugène Badoux, Lausanne, coll. "La Cité", L'âge d'Homme, 1972 (épuisé, nouvelle traduction en 2014 par Camille Luscher, Genève, Éditions Héros-limite)
- 1972 - Journal 1966 - 1971
- 1974 - Livret de service (Dienstbüchlein)
- 1975 - Montauk
- 1978 - Triptyque
- 1979 - L'Homme apparaît au Quaternaire (Der Mensch erscheint im Holozän)
- 1982 - Barbe-Bleue (Blaubart), traduit en français par Claude Porcell, Paris, Coll. du monde entier, Gallimard
- 1983 - Forderungen des Tages. Portraits, Skizzen, Reden 1943-1982
- 1989 - Suisse sans armée ? Un palabre (Schweiz ohne Armee? Ein Palaver)
- 1990 - Schweiz als Heimat? Versuch über 50 Jahre
- 2009 - Questionnaires, trad. de l'allemand par Michèle et Jean Tailleur, Grenoble, Éditions Cent Pages. Réédition en 2015
- 2013 - Esquisses pour un troisième journal (Entwürfe zu Einem Dritten Tagebuch), traduit en français par Olivier Mannoni, Paris, Grasset
- 2017 - Le Public comme partenaire (Öffentlichkeit als Partner), traduit en français par Antonin Wiser, Lausanne, Éditions d'En bas

## Récompenses et prix
- 1958 : Prix Georg-Büchner[5], Prix Charles Veillon[6]
- 1976 : Prix de la paix des libraires allemands[3],[7]
- 1986 : Prix international de littérature de Neustadt[8]